# TNA Victory Road
Victory Road este un eveniment pay-per-view de wrestling organizat de promoția Total Nonstop Action Wrestling. A fost primul pay-per-view de trei ore organizat de TNA în noiembrie 2004. Începând cu anul 2006 a devenit un pay-per-view anual desfășurat în luna iulie.

## Results
- Héctor Garza a castigat The 2004 Super X Cup Gauntlet match (26:25)[1]

| Entrant | Entrant          | Eliminat de | Eliminat de        | Timp  |
| ------- | ---------------- | ----------- | ------------------ | ----- |
| 1       | Frankie Kazarian | 19          | Garza              | 26:25 |
| 2       | Sonjay Dutt      | 4           | Shelley            | 10:11 |
| 3       | Puma             | 1           | Shane and Kazarian | 4:49  |
| 4       | L.A Park         | 5           | Kazarian           | 8:04  |
| 5       | Jerrelle Clark   | 2           | Shane and Kazarian | 2:44  |
| 6       | Miyamoto         | 3           | Shane and Kazarian | 1:46  |
| 7       | Michael Shane    | 13          | Spanky             | 14:58 |
| 8       | Héctor Garza     | -           | WINNER             | 20:00 |
| 9       | Nosawa           | 6           | Siaki              | 4:41  |
| 10      | Mikey Batts      | 7           | Garza              | 4:04  |
| 11      | Alex Shelley     | 11          | Cross              | 7:50  |
| 12      | Matt Sydal       | 8           | Shelley            | 4:10  |
| 13      | Sonny Siaki      | 12          | Sabin and Spanky   | 8:14  |
| 14      | Jason Cross      | 14          | Psicosis           | 8:50  |
| 15      | Shark Boy        | 9           | Siaki              | 2:52  |
| 16      | Psicosis         | 15          | Amazing Red        | 7:10  |
| 17      | D-Ray 3000       | 10          | Siaki              | 0:45  |
| 18      | Amazing Red      | 16          | Kazarian           | 5:15  |
| 19      | Spanky           | 17          | Sabin              | 4:19  |
| 20      | Chris Sabin      | 18          | Garza              | 4:29  |

- Garza l-a numărat pe Kazarian cu un roll-up.

- Ron Killings, Erik Watts, Johnny B. Badd si Pat Kenney i-au invins pe Kid Kash, Dallas si The Naturals (Andy Douglas si Chase Stevens) (4:37)[1]
  - Killings l-a numărat p Stevens dupa un double-arm DDT.
- Mascarita Sagrada l-a învins pe Piratita Morgan (2:58)[1]
  - Sagrada l-a numărat pe Morgan cu un small package.
- 3Live Kru (B.G. James și Konnan) i-au învins pe Team Canada (Bobby Roode și Eric Young) pentru a câștiga NWA World Tag Team Championship (6:57)[1]
  - Konnan l-a numărat pe Roode după un Facejam.
- Piper's Pit segment cu Jimmy Snuka
- Trinity (w/Johnny Swinger) a învins-o pe Jacqueline (1:50)[1]
  - Trinity a numărat-o Jacqueline după un Fall From Grace.
- Monty Brown i-a învins pe Raven si pe Abyss într-un Monster's Ball match (9:05)[1]
  - Brown l-a numărat pe Raven după un Pounce printr-o masă.
- Petey Williams (w/Coach D'Amore) l-a învins pe A.J. Styles pentru a-și păstra TNA X Division Championship (9:48)[1]
  - Williams l-a numărat pe Styles după un Canadian Destroyer.
- America's Most Wanted (Chris Harris și James Storm) i-au învins pe Triple X (Christopher Daniels și Elix Skipper) intr-un Elimination Last Man Standing match (10:53)[1]
  - Daniels l-a numărat pe Storm după ce l-a lovit în genunchi cu un scaun(6:07)[1]
  - Harris l-a eliminat pe Daniels după un Top Rope Leg Drop (7:35)[1]
  - Harris l-a numărat pe Skipper după un Catatonic pe un scaun (10:53)[1]
  - Finalul a fost contrversat, deoarece arbitrul Andrew Thomas a considerat numărătoarea până la 3, Skipper ridicând umărul la 2.
- Dusty Rhodes a câștigat TNA Director of Authority alegerile contra lui Vince Russo cu 55.6% din voturi.[1]
- Jeff Jarrett l-a învins pe Jeff Hardy într-un Ladder match pentru a-și păstra NWA World Heavyweight Championship (18:37)[1]
  - Jarrett a câștigat după ce Scott Hall și Kevin Nash l-au atacat pe Jeff Hardy.
  - După meci, Nash, Hall și Jarrett i-au provocat pe ceilalți luptători din TNA să încerce să îi oprească. AJ Styles și 3LK au încercat să îi atace, dar fără folos, până când Randy Savage a intervenit și a acceptat provocarea.[2]